# TPC 메카트로닉스
TPC 메카트로닉스는 공압기계를 이용한 생산설비 자동화 부품 및 시스템을 제조 및 판매하는 코스닥 상장기업이다. 상장기업명으로는 짧게 TPC라고 쓴다. 매출구성은 공압 제품 81%, 로봇 16% 등으로 구성된다

## 테마
본래 증시에서 별로 주목받는 기업은 아니었으나, 보유 기술이 3D 프린터에 적합하다는 이유로 3D 프린터 테마주로 인식되며 2013년 중순 주가가 크게 올랐다. 사실 이 회사는 생산 설비용 공압기계 전문 업체라 3D 프린터와 직접적인 연관이 없었음에도 3D 프린터 테마주로 급등한 것이었다. 주가가 오르자 최대주주 일가는 지분을 매각하여 상당한 시세차익을 올렸다.
테마주로 묶인 후 회사에서는 주가부양을 위해 3D 프린터 관련 연구개발 및 제휴 관련 공시를 종종 내놓아 왔다. 그러나 TPC가 보유한 기술은 단지 기존 보유한 로봇 기술로 프린터 제어 부분을 만드는 정도의 수준이고 스트라타시스, 3D 시스템즈 등 압도적인 기술력과 오랜 노하우를 지닌 기업들이 이미 업계 선두를 점유한 상황이기 때문에 실제 실적으로 이어질지는 미지수다.
특히 최대주주의 고점 매도는 이 회사가 증시에서의 시세차익이 아니라 실제 3D 프린터 기술 개발에 진실성을 갖고 임하는지에 대해 신뢰를 주지 못했다는 평가다. 대부분의 증시 전문가들도 TPC를 실체없는 3D 프린터 테마주 정도로 평가하고 있기 때문에 이 기업이 실제 3D 프린팅 업체로 인정받기 위해서는 기술과 실적 면에서 그러한 인식을 불식시키는 것이 급선무로 인식되고 있다.

## 참고 문헌
1. 1 2  3D프린터株 TPC, 최대주주 주가 급등 틈타 차익실현, 머니투데이 2013.10.28
2. ↑  TPC, 美 글로벌 3D프린팅 업체와 정보협약 체결, 한국경제 2014.09.11
3. ↑  엄재윤 TPC 사장 "실체없는 3D프린터 테마주 취급 'NO'", 아시아경제 2014.04.20